# Onthotrupes lobatus
Onthotrupes lobatus är en skalbaggsart som beskrevs av Henry Fuller Howden 1974. Onthotrupes lobatus ingår i släktet Onthotrupes och familjen tordyvlar. Inga underarter finns listade i Catalogue of Life.